# Itzhak Ben David
Itzhak Ben David (em hebraico:  יצחק בן דוד; nascido em 1931) é um ex-ciclista olímpico israelense nascido no Marrocos. David representou sua nação nos Jogos Olímpicos de Verão de 1960, em Roma.